# Veldticola irrorella
Veldticola irrorella är en fjärilsart som beskrevs av George Francis Hampson 1930. Veldticola irrorella ingår i släktet Veldticola och familjen mott. Inga underarter finns listade i Catalogue of Life.